# Eupoecilia citrinana
Eupoecilia citrinana es una especie de polilla del género Eupoecilia, familia Tortricidae.
Fue descrita científicamente por Razowski en 1960.

## Distribución
Se encuentra en China.